# Mucharbij Kiržinov
Mucharbij Nurbijévič Kiržinov (in russo: Мухарбий Нурбиевич Киржинов; Košechabl', 1º gennaio 1949) è un ex sollevatore sovietico, campione olimpico e mondiale, che ha gareggiato nella categoria dei pesi leggeri (fino a 67,5 kg.).
Ha vinto la medaglia d'oro alle Olimpiadi di Monaco 1972.

## Carriera
Nel 1971 Kiržinov fece il suo esordio in una competizione internazionale di alto livello, venendo convocato per i campionati mondiali di Lima. Riuscì a ottenere 430 kg. nel totale su tre prove e vinse la medaglia di bronzo dietro i due polacchi Zbigniew Kaczmarek (440) e Waldemar Baszanowski (435).
Nel 1972 partecipò ai campionati europei di Costanza, realizzando 435 kg. nel totale e arrivando alla medaglia di bronzo dietro al bulgaro Mladen Kučev, medaglia d'oro con 447,5 kg., ed a Zbigniew Kaczmarek, medaglia d'argento con 442,5 kg. Non era quindi considerato il favorito ai successivi Giochi olimpici di Monaco. La maggior parte degli esperti prevedeva la vittoria di Kučev. Invece Kiržinov sorprese tutti gli esperti e il pubblico con una performance sensazionale. 
Riuscì infatti a sollevare 460 kg. nel totale (147,5 + 135 + 177,5), battendo tre nuovi record mondiali con 177,5 kg. nello slancio e con 455 kg. e 460 kg. nel totale, e vincendo pertanto la medaglia d'oro davanti a Mladen Kučev (450 kg.) e Zbigniew Kaczmarek (437,5 kg.).
In quell'edizione la competizione olimpica era valida anche come campionato del mondo.
Dopo le Olimpiadi del 1972, la prova di distensione lenta fu abolita dalla Federazione internazionale di sollevamento pesi. Da quel momento in poi le competizioni consistevano solo in prove di strappo e di slancio. Kiržinov fu comunque in grado di adattarsi a questa nuova situazione e nel 1973 vinse un altro campionato mondiale, a L'Avana, con 305 kg. nel totale, battendo nuovamente Kučev e l'altro bulgaro Petăr Janev.
Ai campionati europei di Madrid dello stesso anno con 302,5 kg. nel totale sconfisse nuovamente Kučev e Kaczmarek, vincendo la sua prima medaglia d'oro europea, a cui seguirà il bis nel 1974 ai campionati europei di Verona con il risultato di 300 kg. nel totale, battendo Kaczmarek e l'austriaco Walter Legel.
Ai successivi campionati mondiali di Manila, svoltisi nel mese di settembre 1974, Kiržinov fallì l'appuntamento e non riuscì a realizzare alcun risultato utile per la classifica finale.
Vinse per l'ultima volta i campionati sovietici nel 1975 ma non riuscì più a ottenere altre medaglie nelle grandi manifestazioni internazionali.
Durante tutta la sua carriera Kiržinov realizzò complessivamente sei record del mondo, di cui tre nel totale su tre prove, due nello slancio e uno nel totale su due prove.